# 기원전 10세기
기원전 10세기는 기원전 1000년부터 기원전 901년까지를 말한다.

## 주요 사건
- 기원전 1000년 - 인도—인도의 철기 시대. 자나파다의 왕국(판찰라와 쿠루, 코살라, 비데하 왕국)의 인도 철기시대 지배.
- 기원전 967년 - 열왕기에 의하면 솔로몬이 이스라엘인의 왕이 되었다.
- 기원전 967년 - 티그라트-필레세르 2세가 아시리아의 왕이 되다.
- 기원전 958년 - 이스라엘 예루살렘 성전 건축을 시작하다.
- 기원전 947년 - 중국 주나라 왕 주 목왕이 죽다.
- 기원전 945년 - 이집트 제21왕조 멸망. 리비아인들이 이집트 제22왕조 건설.
- 기원전 935년 - 아시리아의 왕 티그라트-필레세르 2세가 죽다.
- 기원전 931년 - 고대 이스라엘 왕국의 솔로몬 왕이 죽다.
- 기원전 925년 - 이스라엘에서 남북조 시대 시작. (남조-유다. 북조-이스라엘.)
- 기원전 912년 - 아다드-니라리 2세가 아시리아의 왕이 되다.
- 기원전 900년경 - 이탈리아 북부 지역에서 빌라노바 문화가 나타나다.

## 년대와 년도
| 기원전 1000년대 | 전1009 | 전1008 | 전1007 | 전1006 | 전1005 | 전1004 | 전1003 | 전1002 | 전1001 | 전1000 |
| 기원전 990년대  | 전999  | 전998  | 전997  | 전996  | 전995  | 전994  | 전993  | 전992  | 전991  | 전990  |
| 기원전 980년대  | 전989  | 전988  | 전987  | 전986  | 전985  | 전984  | 전983  | 전982  | 전981  | 전980  |
| 기원전 970년대  | 전979  | 전978  | 전977  | 전976  | 전975  | 전974  | 전973  | 전972  | 전971  | 전970  |
| 기원전 960년대  | 전969  | 전968  | 전967  | 전966  | 전965  | 전964  | 전963  | 전962  | 전961  | 전960  |
| 기원전 950년대  | 전959  | 전958  | 전957  | 전956  | 전955  | 전954  | 전953  | 전952  | 전951  | 전950  |
| 기원전 940년대  | 전949  | 전948  | 전947  | 전946  | 전945  | 전944  | 전943  | 전942  | 전941  | 전940  |
| 기원전 930년대  | 전939  | 전938  | 전937  | 전936  | 전935  | 전934  | 전933  | 전932  | 전931  | 전930  |
| 기원전 920년대  | 전929  | 전928  | 전927  | 전926  | 전925  | 전924  | 전923  | 전922  | 전921  | 전920  |
| 기원전 910년대  | 전919  | 전918  | 전917  | 전916  | 전915  | 전914  | 전913  | 전912  | 전911  | 전910  |
| 기원전 900년대  | 전909  | 전908  | 전907  | 전906  | 전905  | 전904  | 전903  | 전902  | 전901  | 전900  |
| 기원전 890년대  | 전899  | 전898  | 전897  | 전896  | 전895  | 전894  | 전893  | 전892  | 전891  | 전890  |